# Platynus infernalis
Platynus infernalis är en skalbaggsart som beskrevs av Barr och Lawrence. Platynus infernalis ingår i släktet Platynus och familjen jordlöpare. Inga underarter finns listade i Catalogue of Life.